# 掛川市立西郷小学校
掛川市立西郷小学校（かけがわしりつ さいごうしょうがっこう）は、静岡県掛川市上西郷にある公立小学校。
西郷小学校の校庭には、かつて三笠村の役場があった。

## 沿革
- 1873年 - 倉真学校が設置される[2][注釈 1]。
- 1875年 - 上西郷村の法寿庵に倉真学校の分校が設置される[4][2]。
- 1890年 - 医光寺に分教室が設置される[2]。
- 1893年4月23日 - 西郷村立中嶋尋常小学校と西郷村立山本尋常小学校が設立される[2][1]。
- 1901年
  - 4月20日 - 両尋常小学校の統合により、西郷村立西郷尋常小学校が設立される[2][1]。
  - 5月16日 - 高等科の設置により、西郷村立西郷尋常高等小学校となる[2]。
- 1941年4月1日 - 小学校令の改正により、西郷村立西郷国民学校となる[2][1]。
- 1947年4月1日 - 教育制度の改正により、西郷村立西郷小学校となる[2]。
- 1951年 - 校歌が制定される[1]。
- 1954年4月1日 - 西郷村と倉真村が合併して三笠村となったことにより、三笠村立三笠西小学校に改称される[2][1]。
- 1960年10月1日 - 三笠村の掛川市への編入により、掛川市立三笠西小学校となる[2][1]。
- 1967年4月1日 - 掛川市立西郷小学校に改称される[2]。

## 通学区域
2025年4月1日時点における西郷小学校への通学区域は、次のとおりである。
- 小市（和光一丁目・二丁目を除く)
- 方ノ橋
- 構江
- 石畑
- 石ヶ谷
- 美人ヶ谷
- 滝ノ谷
- 長間
- 五明
- 花屋敷
- 大和田
- 萩間
- 居尻
- 泉
- 孕丹